# Људска права у Совјетском Савезу
Људска права у Совјетском Савезу била су драстично ограничена. Совјетски Савез је био тоталитарна држава од 1927. до 1953. и једнопартијска држава до 1990. године. Слобода говора је била потиснута, а неслагање са политиком државе је било кажњавано. Независне политичке активности нису биле толерисане, било да су укључивале учешће у слободним синдикатима, приватним корпорацијама, независним црквама или опозиционим политичким странкама. Слобода кретања грађана била је ограничена како унутар, тако и ван земље.
У пракси, влада је значајно ограничила веома моћну владавину права, грађанске слободе, заштиту закона и гаранције имовине, које су совјетски правни теоретичари попут Андреја Вишинског сматрали примерима „буржоаског морала“. Совјетски Савез је потписао правно обавезујуће документе о људским правима, као што је Међународни пакт о грађанским и политичким правима 1973. године, али они нису били широко познати нити доступни људима који су живели под комунистичком влашћу, нити су их комунистичке власти схватале озбиљно. Активисти за људска права у Совјетском Савезу редовно су били изложени узнемиравању, притисцима и хапшењима.

## Совјетски концепт људских права и правног система
Према Универзалној декларацији о људским правима, људска права су „основна права и слободе на које сви људи имају право“, укључујући право на живот и слободу, слободу изражавања и једнакост пред законом као и социјална, културна и економска права, укључујући право на учешће у култури, право на храну, право на рад и право на образовање.
Совјетско схватање људских права се веома разликовало од међународног права. Према совјетској правној теорији, „влада је корисник људских права која треба да се заступају против појединца“. Совјетска држава је сматрана извором људских права. Стога је совјетски правни систем сматрао право делом политике, а судове је такође сматрао владиним органима. Совјетским тајним полицијским агенцијама дата су вансудска овлашћења широког обима. У пракси, совјетска влада је значајно ограничила владавину права, грађанске слободе, заштиту закона и гаранције имовине, које су совјетски правни теоретичари попут Андреја Вишинског сматрали примерима „буржоаског морала“.
СССР и друге земље совјетског блока уздржале су се од потврђивања Универзалне декларације о људским правима (1948), рекавши да је она „превише правна“ и да потенцијално крши национални суверенитет.  Совјетски Савез је касније потписао правно обавезујуће документе о људским правима, као што је Међународни пакт о грађанским и политичким правима из 1973. и Међународни пакт о економским, социјалним и културним правима из 1966. године, али они нису били широко познати нити доступни људима који су живели под комунистичком влашћу, нити су их комунистичке власти схватале озбиљно. Под Јосифом Стаљином, смртна казна је проширена на адолесценте од чак 12 година 1935. године.
Сергеј Коваљов је имао прилику да се присети „чувеног члана 125 Устава који је набрајао сва основна грађанска и политичка права“ у Совјетском Савезу. Када су он и други затвореници покушали да овај члан искористе као правну основу за своје жалбе на злостављање, аргумент њиховог тужиоца био је да „Устав није написан за вас, већ за америчке црнце, како би знали колико су срећни животи совјетских грађана“.
Злочин није био одређен као кршење закона, већ као свака радња која би имала за циљ дестабилизацију и угрожавање совјетске државе и друштва. На пример, жеља за остваривањем профита могла би се протумачити као контрареволуционарна активност кажњива смрћу. Ликвидација и депортација милиона сељака од 1928. до 1931. године спроведена је у складу са одредбама Совјетског грађанског законика. Неки совјетски правни стручњаци су чак казали да се „кривична репресија“ може применити и у одсуству кривице. Мартин Лацис, шеф тајне полиције Совјетске Украјине, објаснио је: „Не гледајте у досије инкриминишућих доказа да бисте видели да ли се оптужени побунио против Совјета оружјем или речима. Уместо тога, питајте га којој класи припада, какво је његово порекло, образовање, професија. То су питања која ће одредити судбину оптуженог. То је значење и суштина црвеног терора.
Сврха јавних суђења била је „не да се покаже постојање или одсуство злочина, који је унапред био одређен од стране надлежне партијске власти, већ да се обезбеди још један форум за политичку агитацију и пропаганду ради подучавања грађана (пример чланка који подробније описује: Московска суђења). Адвокати одбране, који су морали бити чланови странке, били су обавезни да кривицу својих клијената узму здраво за готово...“

## Слобода политичког изражавања
Током 1930-их и 1940-их, совјетске тајне полицијске службе и НКВД су широко практиковале политичку репресију. Широка мрежа цивилних доушника – било добровољаца или оних који су били присилно регрутовани – коришћена је за прикупљање обавештајних података за владу и пријављивање случајева сумње на неслагање. 
Његова теоријска основа била је теорија марксизма о класној борби. Термини „репресија“, „терор“ и друге јаке речи били су званични радни термини, јер је диктатура пролетаријата требало да сузбије отпор других друштвених класа, које је марксизам сматрао антагонистичким према класи пролетаријата. Правни основ репресије формализован је у члану 58 законика РСФСР-а и сличним члановима за друге совјетске републике. Заоштравање класне борбе под социјализмом је званично проглашено током стаљинистичког терора.

## Слобода књижевног и научног изражавања
Цензура у Совјетском Савезу била је свеприсутна и строго спровођена и у овој области. То је довело до Самиздата, тајног копирања и дистрибуције литературе која је била званично забрањена од стране владе. Уметност, књижевност, образовање и наука били су стављени под строгу идеолошку контролу, јер је требало да служе интересима победничког пролетаријата. Социјалистички реализам је пример такве телеолошки оријентисане уметности која је промовисала социјализам и комунизам. Све хуманистичке и друштвене науке су тестиране на строгу сагласност са историјским материјализмом.
Све природне науке требало је да буду засноване на филозофској основи дијалектичког материјализма . Многе научне дисциплине, попут генетике, кибернетике и упоредне лингвистике, биле су потиснуте у Совјетском Савезу током одређених периода, осуђиване као „буржоаска псеудонаука". У једном тренутку, Лисенковизам, који многи сматрају псеудонауком, био је фаворизован у пољопривреди и биологији. Током 1930-их и 1940-их, многи истакнути научници су проглашени „штетиоцима“ или непријатељима народа и затворени. Неки научници су радили као затвореници у „Шарашкама“, истраживачким и развојним лабораторијама у оквиру система радних логора.
Према совјетском кривичном законику, агитација или пропаганда спроведена у циљу слабљења совјетске власти или ширење материјала или литературе који су имали за циљ да клевећу совјетску државу и друштвени систем кажњиви су затвором у трајању од 2 до 5 година; за други прекршај, казна је била од 3 до 10 година.

## Право гласа
Према комунистичким идеолозима, совјетски политички систем је био истинска демократија, где су раднички савети ("совјети") представљали вољу радничке класе. Конкретно, совјетски Устав из 1936. године гарантовао је директно опште право гласа са тајним гласањем. Пракса се, међутим, одвојила од принципа. Сви кандидати су бирани од стране организације Комунистичке партије, све до демократизације и избора у марту 1989. године. Историчар Роберт Конквест је описао совјетски изборни систем као „скуп фантомских институција и аранжмана који су језивој стварности дали људско лице: модел устава усвојен у најгорем периоду терора, који гарантује људска права, избори на којима је био само један кандидат и на којима је гласало 99%; парламент на којем никада није подигнута рука ни у знак противљења ни уздржаности.“ 

## Економска права
Лична својина је била дозвољена уз наметнута ограничења. Некретнине су углавном припадале држави. Многи облици приватне трговине са намером стицања профита сматрани су „спекулацијом“ и били су третирани као кривично дело које се кажњава новчаном казном, затвором, конфискацијом и/или поправним радом. „Спекулација“ је била посебно дефинисана у члану 154 Кривичног законика СССР-а. Здравље, становање, образовање и исхрана су формално гарантовани кроз обезбеђивање и доследну примену концепта пуне запослености и различитих структура економске заштите, али су се ове гаранције ретко испуњавале у пракси. На пример, преко пет милиона људи није имало адекватну исхрану и умрло је од глади током совјетске глади 1932–1933.  Глад која се догодила између 1932. и 1933. године првенствено је узрокована колективизацијом коју је наложио Совјетски Савез,  мада је глад делимично била узрокована и природним условима. Као одговор на честе несташице, постојала је масовна друга економија за све категорије робе и услуга.

## Слободе окупљања и удруживања
Радницима није било дозвољено да организују слободне синдикате нити да се учлањују у исте. Све постојеће синдикате је организовала и контролисала држава. Све политичке омладинске организације, попут Пионирског покрета и Комсомола, служиле су за спровођење политике Комунистичке партије. Учешће у неовлашћеним политичким организацијама је могло резултирати затворском казном. Организовање у логоре могло би довести до смртне казне.

## Слобода вероисповести
Совјетски Савез је промовисао марксистичко-лењинистички атеизам и прогонио религију. У том циљу, комунистички режим је конфисковао црквену имовину, исмевао религију, узнемиравао вернике и пропагирао атеизам у школама. Међутим, акције према одређеним религијама биле су одређене државним интересима, док већина организованих религија никада није била потпуно забрањена.
Неке мере против православних свештеника и верника укључивале су мучење; слање у логоре, радне логоре или психијатријске болнице. У најекстремније случајевима, долазило је до погубљења. Многи православци (заједно са људима других вера) такође су били подвргнути психолошком кажњавању или мучењу и експериментисању са контролом ума у покушају да се приморају да се одрекну својих верских уверења (видети чланак  политичка злоупотреба психијатрије у Совјетском Савезу).
Православним хришћанима је било забрањено да имају истакнуте каријере и чланство у комунистичким организацијама (нпр. партији и Комсомолу). Антирелигијска пропаганда је отворено спонзорисана и подстицана од стране владе, на шта Цркви није дата прилика да јавно одговори. Семинарије су затворене, а цркви је било забрањено објављивање материјала. Атеизам се пропагирао кроз школе, комунистичке организације и медије. Присилно су створене организације попут Друштва безбожника.

## Слобода кретања
Пасошки систем у Совјетском Савезу ограничавао је миграцију грађана унутар земље путем „прописке“ (система дозвола, односно, регистрације боравка) и употребе унутрашњих пасоша. Током дугог периода совјетске историје, сељаци нису имали унутрашње пасоше и нису могли да се уселе у градове без прибављања претходне дозволе. Многи бивши затвореници су добили „вучје карте“ и било им је дозвољено да живе најмање 101 км од градских граница. Путовања у затворене градове и регионе близу државних граница СССР-а била су строго ограничена. Покушај илегалног бекства у иностранство био је кажњив затвором од 1 до 3 године.

## Покрет за људска права
Активисти за људска права у Совјетском Савезу су често били изложени узнемиравању, репресијама и хапшењима. У свега пар случајева, само јавно профилисање појединачних активиста за људска права попут Андреја Сахарова је помогло да се спречи потпуно обустављање активности покрета.
Организованији покрет за људска права у СССР-у израстао је из струје неистомишљеника крајем 1960-их и 1970-их, познате као „бранитељи права“ (правозаштитници). Најважнија самиздат публикација, Хроника актуелних догађаја, објављена је у априлу 1968. године, након што су Уједињене нације прогласиле да ће то бити Међународна година људских права (симболично тачно 20 година након објављивања Универзалне декларације), и наставила је да излази до 1983. године, када је угашена.
Низ посвећених група за људска права основан је након 1968. године: Акциона група за одбрану људских права у СССР-у изашла је у јавност у мају 1969. године са апелом Комитету УН за људска права ; Комитет за људска права у СССР-у основан је 1970. године, а огранак Амнести интернешенела се појавио 1973. године. Групе су разноврсно писале жалбе, прикупљале потписе за петиције и присуствовале суђењима.
Осам земаља чланица Варшавског пакта потписало је Хелсиншки завршни акт у августу 1975. године. „Трећа корпа“ Завршног акта садржала је опсежне клаузуле о људским правима. У периоду од 1976. до 1977. године, у СССР-у се појавило неколико „Хелсиншких надзорних група“ како би пратиле поштовање Завршног акта из Хелсинкија од стране Совјетског Савеза. Прва група је била Московска хелсиншка група, а затим групе у Украјини, Литванији, Грузији и Јерменији. Успели су да уједине различите гране покрета за људска права. Сличне иницијативе су започете у државама-сателитима, као што је Повеља 77 у Чехословачкој Социјалистичкој Републици.
У току наредне две године, Хелсиншке групе су биле узнемираване и праћене од стране совјетских власти. Након свих притисака, биле су принуђене да обуставе своје активности, док су водећи активисти хапшени, извођени пред суд и затварани, а у крајњем случају и присиљавани да напусте земљу. До 1979. године, су све групе престале да функционишу.

## Перестројка и људска права
Раздобље од априла 1985. до децембра 1991. године карактеришу драматичние промене у СССР-у.
У фебруару 1987. године, председник КГБ-а Виктор Чебриков је известио совјетског генералног секретара Михаила Горбачова да 288 људи служи казне за кривична дела почињена по члановима 70, 190-1 и 142 Кривичног закона РСФСР-а; трећина осуђених је била смештена у психијатријске болнице. Већина је пуштена током године, подстакнута смрћу ветерана дисидента Анатолија Марченка у затвору у децембру 1986. године. Припадници националних мањина, конфесионалне групе и читави народи су убрзо почели да истичу своја права на културну аутономију, слободу вероисповести и, предвођене балтичким државама, на националну независност.
Како гласност није представљала „слободу говора“, покушаји активиста да одржавају сопствене догађаје и стварају независна удружења и политичке покрете наилазили на неодобравање и опструкцију Горбачова и његовог Политбироа. Почетком децембра 1987. Шеварднадзе, Јаковљев и Чебриков су извештавали о предложеном семинару о људским правима који је требало да се одржи у Москви од 10. до 14. децембра 1987. са гостима из иностранства и предложили начине за поткопавање, ограничавање и обуздавање догађаја који су организовали бивши совјетски дисиденти. Седам месеци касније је дошло до реакције на сличан предлог, а она је била готово иста. Како су признавали све више права над којима су комунисти успоставили свој монопол 1920-их, догађаји и организације које нису покренуте нити надгледање од стране режима били су неодобравани и обесхрабривани од стране наводно либералних власти кратког периода перестројке и гласности.
У преостале две и по године стопа промена се убрзала. Конгрес народних посланика одржао је своје друго јесење заседање 1989. године током националног штрајка рудара. Једна од последица била је укидање Члана 6 совјетског Устава (1977) у марту 1990. године.
Власти су формирале јединице полиције за сузбијање демонстрација ОМОН-а како би се обрачунале са растућим протестима и скуповима широм СССР-а. У Москви су догађаји кулминирали масовним демонстрацијама у јануару 1991. године, осуђујући поступке Горбачова и његове администрације. Демонстрације у Литванији, Тбилисију, Бакуу и Таџикистану су угушене, а исход је био смрт појединих демонстраната.